# Gmina Dobra (Police)
Die Gmina Dobra ist eine Landgemeinde in der Woiwodschaft Westpommern in Polen. Sie gehört zum Powiat Policki und umfasst eine Fläche von 110,27 km² bei nahezu 12.000 Einwohnern.
Im Südosten grenzt die Landgemeinde an das Stadtgebiet von Stettin, wobei ein Teil des zur Gemeinde gehörenden Ortes Bezrzecze (Brunn) abgetrennt ist und als Ortschaft Bezrzecze zum Stadtteil Szczecin-Zachód (Stettin-West) gehört.
Das Gemeindegebiet wird von der Mała Gunica (Kleiner Aalbach) in Süd-Nord-Richtung durchzogen, der bei Węgornik (Aalgraben) in die Gunica mündet, bevor diese nach etwa 12 Kilometern in die Oder einfließt. Im äußersten Nordwesten liegt der Jezioro Stolsko (Schlosssee), dessen westlicher Teil bereits nach Deutschland gehört. Der Gemeinde gehören folgende Ortschaften an:
| - Ortsteile (Schulzenämter): - Bezrzecze (Brunn) - Buk (Böck) - Dobra (Daber) - Dołuje (Neuenkirchen) - Grzepnica (Armenheide) - Łęgi (Laack) - Mierzyn (Möhringen) - Rzędziny (Nassenheide) - Skarbimierzyce (Sparrenfelde) - Stolec (Stolzenburg) - Wąwelnica (Wamlitz) - Wołczkowo (Völschendorf) | - Andere Ortschaften: - Bolków (Schlangenhorst) - Kościno (Köstin) - Lubieszyn (Neu Linken) - Płochocin (Luisenhof) - Redlica (Marienthal) - Sławoszewo (Neuhaus) | - Verlassene Ortschaften: - Huta Gunicka (Alte Glashütte) - Jutroszewo (Johannishof) - Linki (Lienke) - Rybocin (Seemühle) - Sulisław (Böhningshof) |  |